# آمبوآز
آمبوآز (به فرانسوی: Amboise) یک کمون در فرانسه است که در Canton of Amboise واقع شده‌است.

## خصوصیات
آمبوآز ۴۰٫۶۵ کیلومترمربع مساحت و ۱۲٬۵۰۵ نفر جمعیت دارد و ۵۸ متر بالاتر از سطح دریا واقع شده‌است.

## نگارخانه

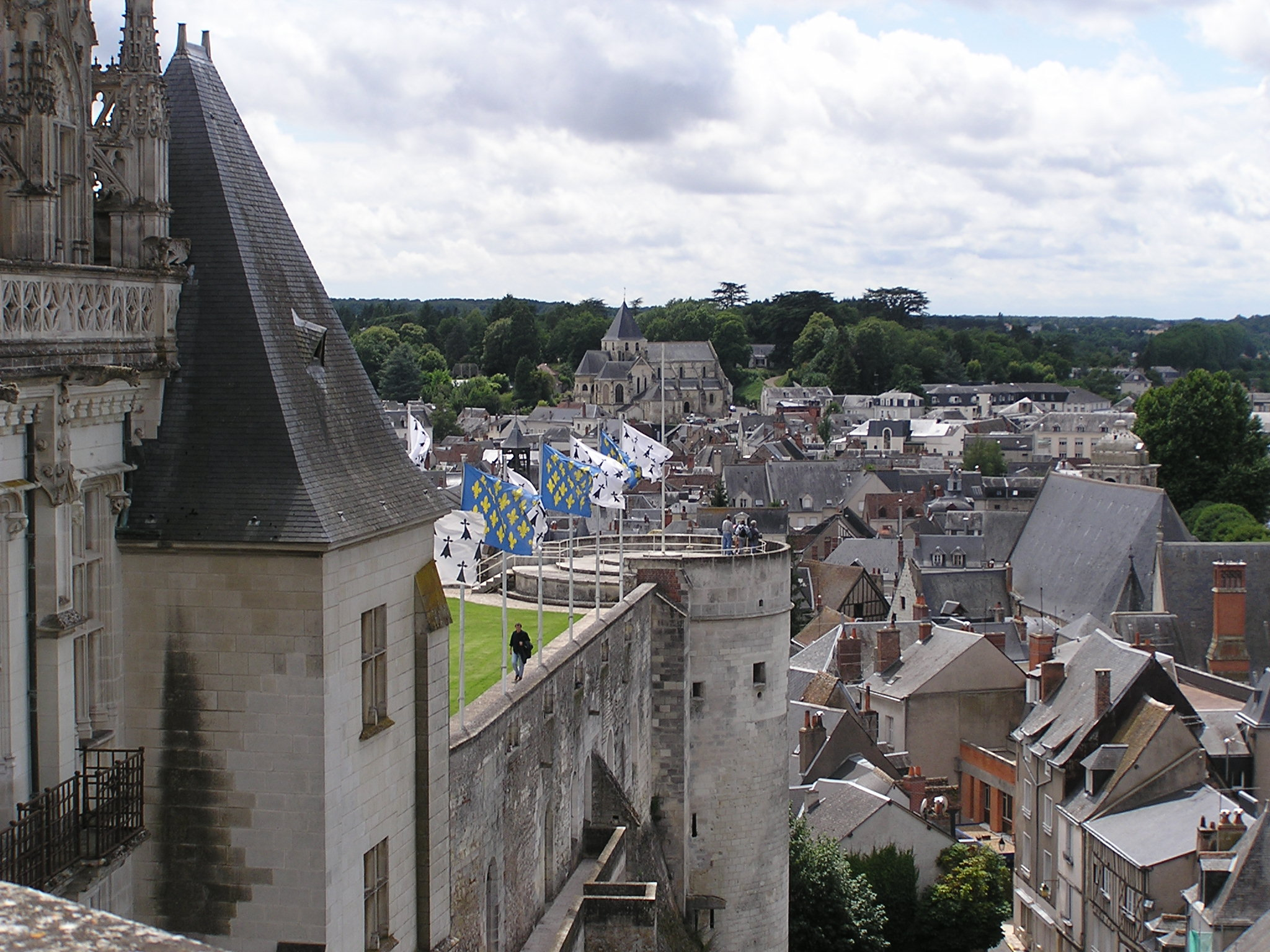
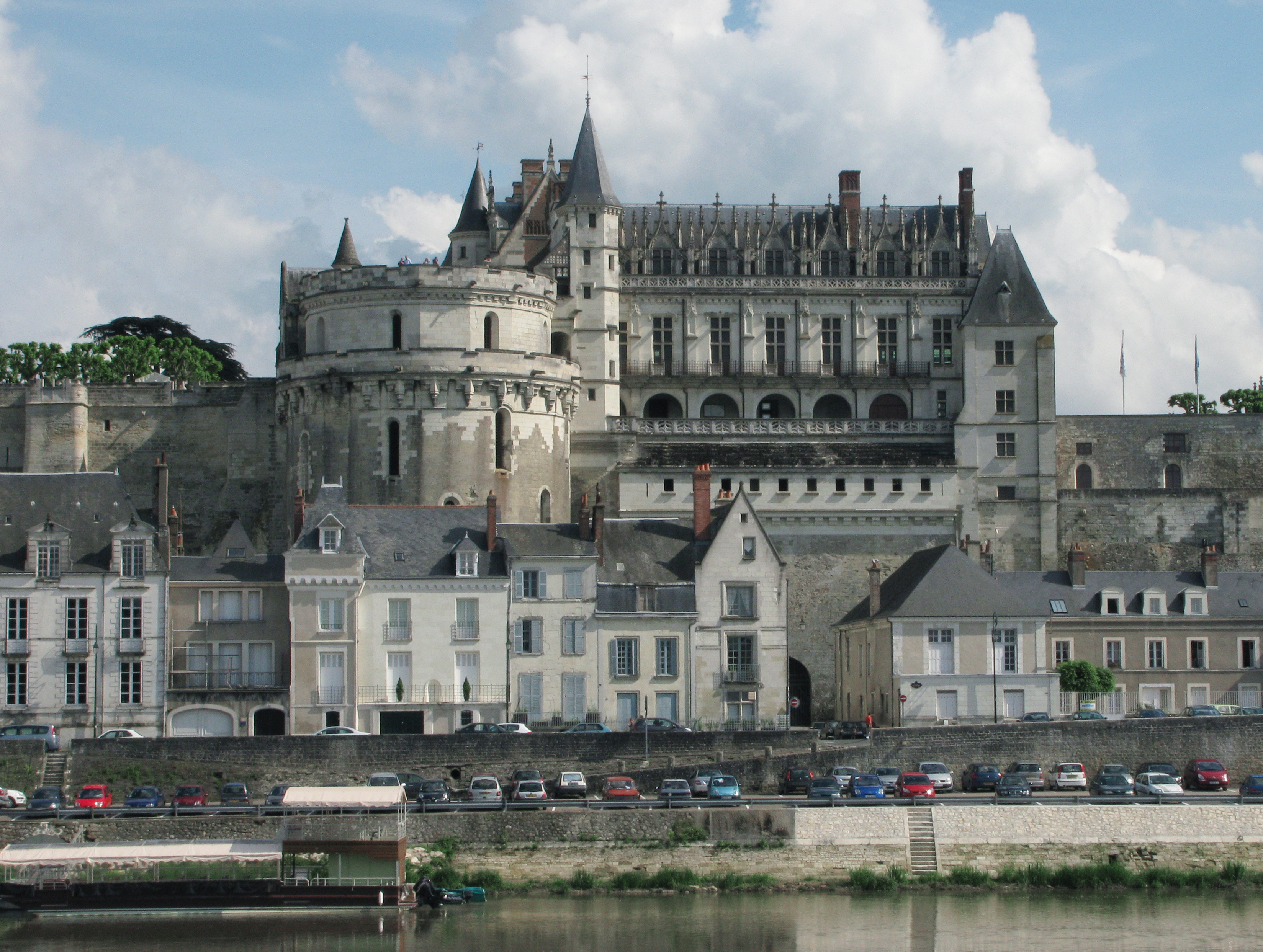
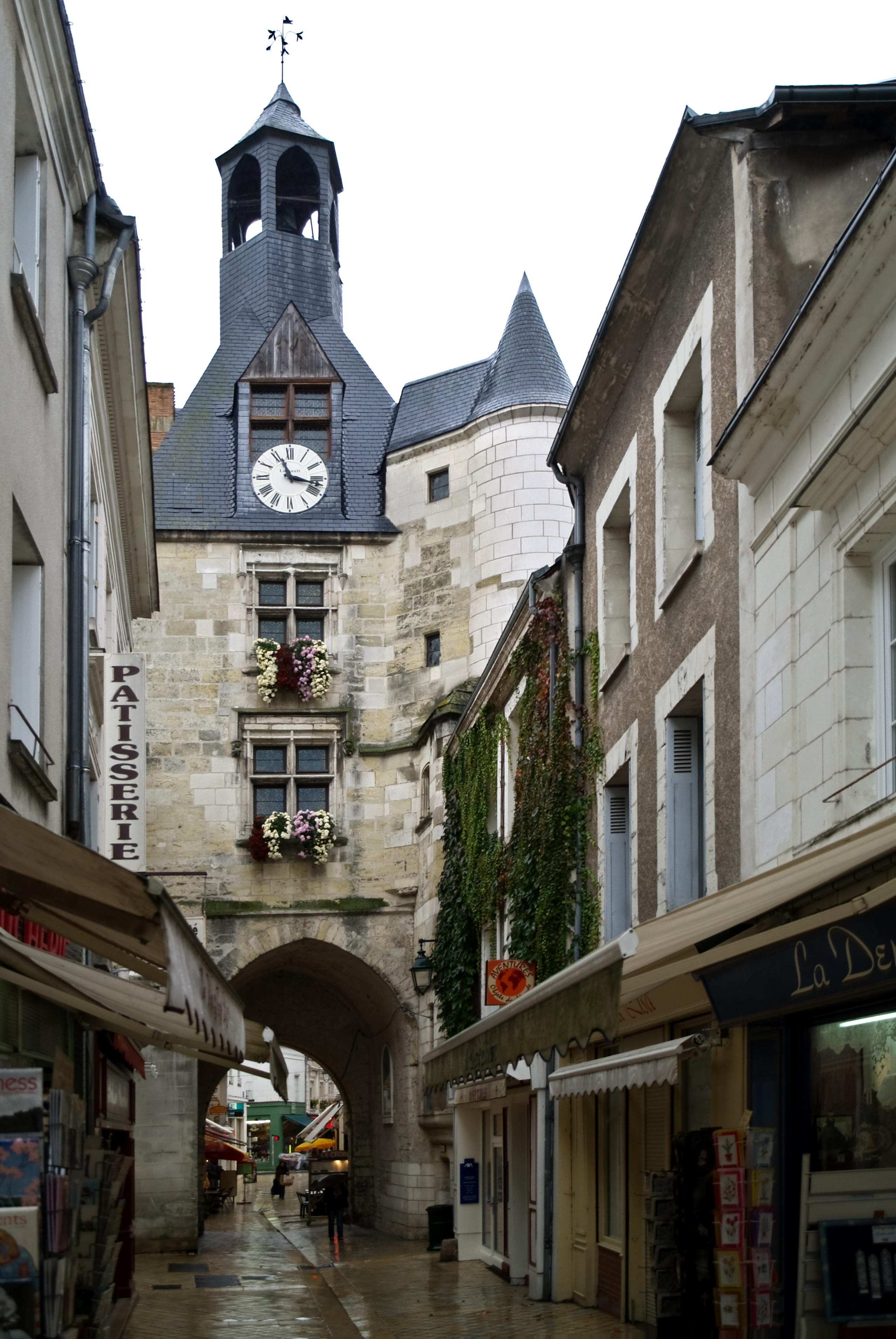
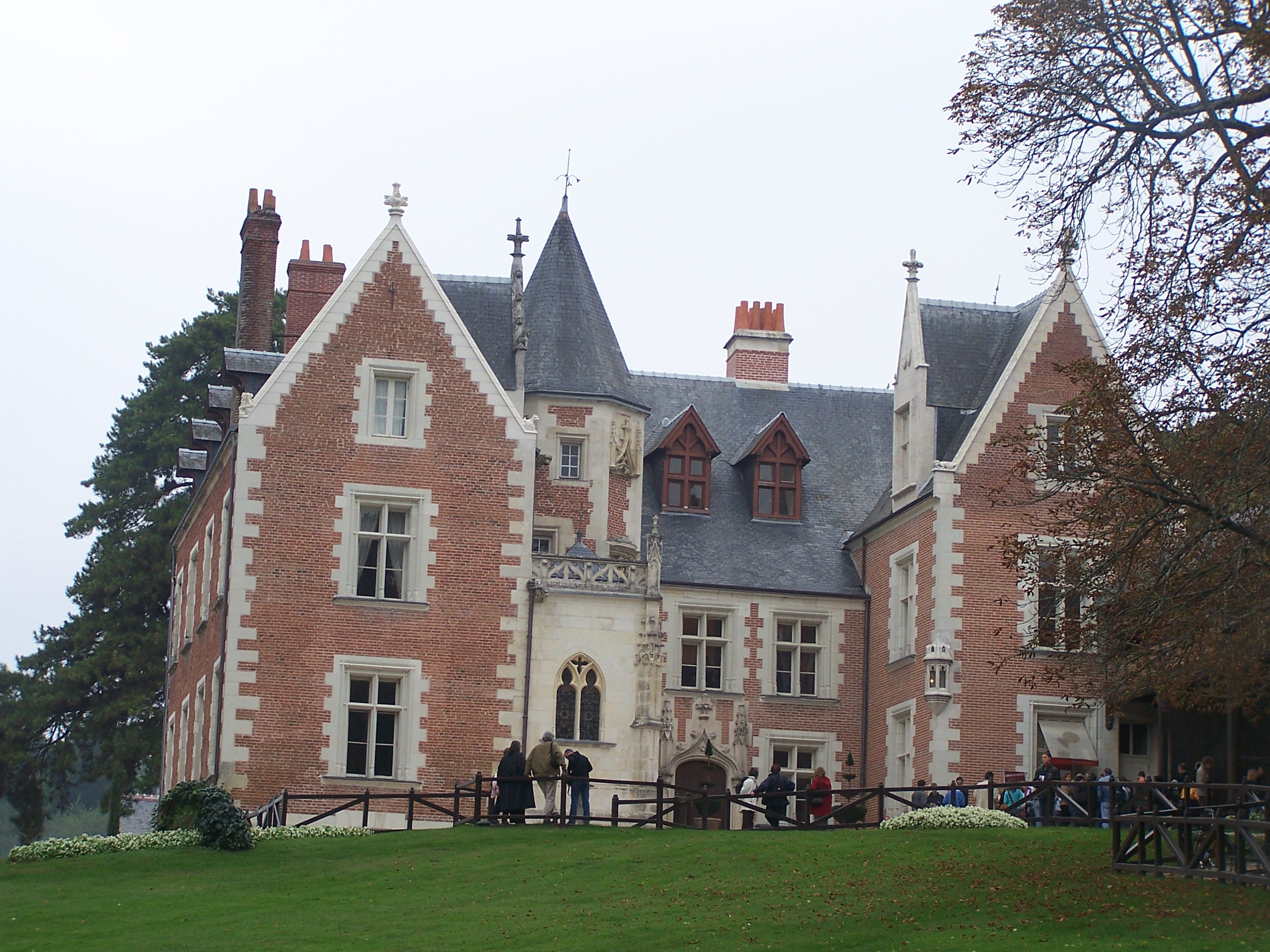
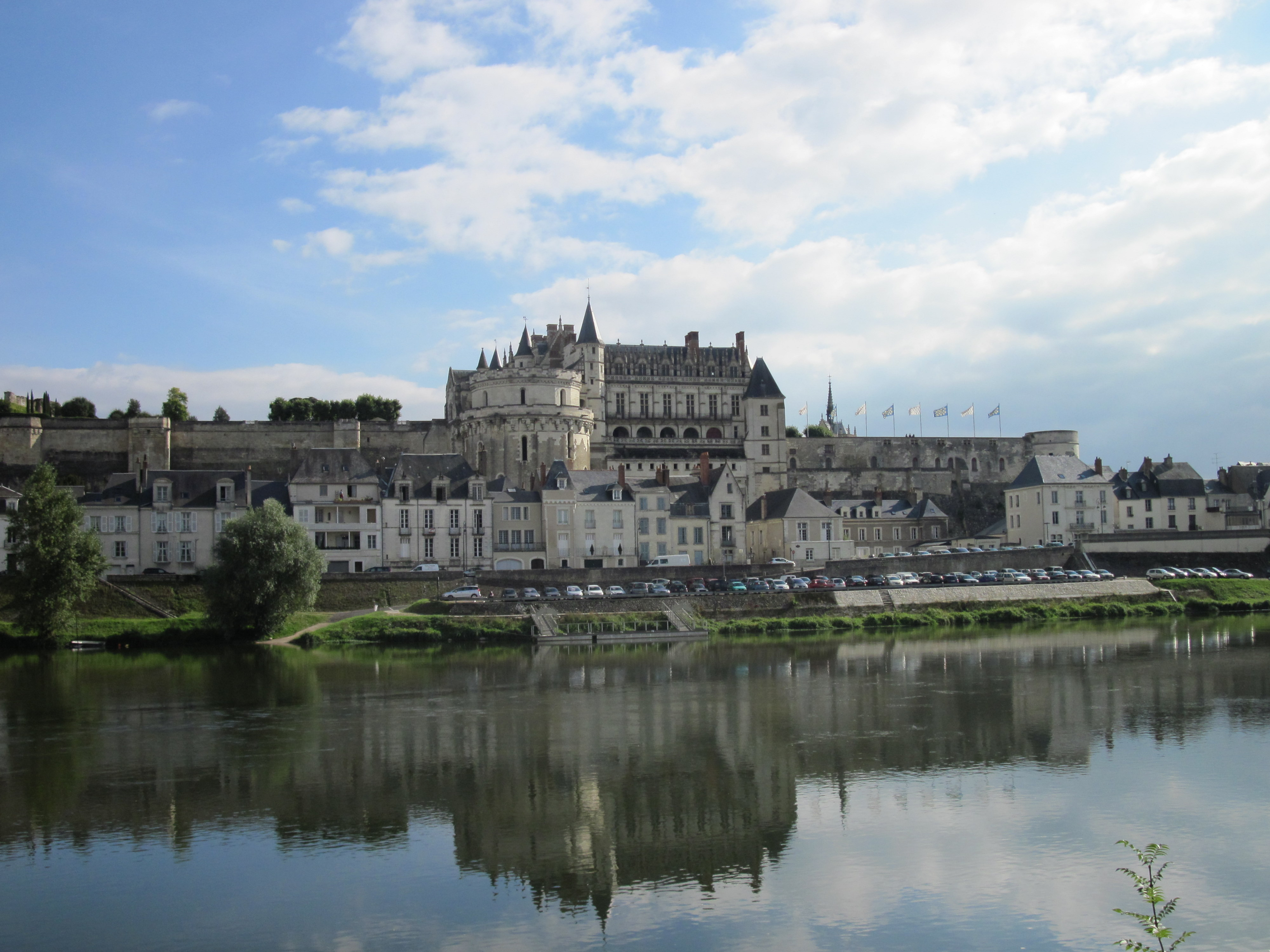